# Olango
Olango ist eine philippinische Insel und liegt etwa fünf Kilometer östlich der Insel Mactan und ca. 15 km von der Stadt Cebu City entfernt.

## Geografie
Die Länge der Insel beträgt ca. 6 Kilometer (Nordost-Südwest), die Breite etwa 3 km. Sie erstreckt sich zwischen 10° 13’ und 10° 16’ nördlicher Breite und zwischen 124° 2’ und 124° 04’ östlicher Länge.
Im Südwesten sind ihr unweit der Küste kleine Inseln vorgelagert: Sulpa, Gilutongan, Nalusuan, Caohagan, Pangan-an sowie Camungi – sie bilden einen von großen unterseeischen Korallenbänken umschlossenen Archipel. Die Insel Gilutongan ist ca. 11 Hektar groß und hat 1600 Einwohner, diese leben vorrangig vom Fischfang. Die Insel ist durch das Gilutongan Marine Sanctuary das Ziel von Tauchtouristen.
Etwas weiter entfernt liegen weitere Inselchen: von Pandanon, Cabulan und Coamen im Norden bis Mocaboc und Bagumbanwa im Süden, diese gehören zu den Caubyan- und Calituban Riff im Norden der Insel Bohol. Olango wird wie die Insel Mactan zu den Gewässern des Danajon-Riffsystems gezählt, dem größten Riffsystem der Philippinen, was aber relativ unbekannt ist.
Der Olango-Archipel wird von der Camotes-See im Norden, der Straße von Cebu im Süden, dem Olango-Kanal im Osten und dem Hilutungan-Kanal im Westen begrenzt. Der Tidenhub an der Küste von Olango erreicht eine mittlere Höhe von 1 Meter.
Die Gesamtfläche der Hauptinsel beträgt ca. 1030 Hektar.
Die topographische Charakteristik der Insel wird als Flachland mit einer niedrigen Steigung beschrieben, die höchste Erhebung der Insel erreicht die Höhe von 9 Metern über dem Meeresspiegel und liegt in der Nähe des Inselzentrums.

## Geologie
Geologisch baut der Untergrund der Insel und des Archipels auf Kalkstein auf, der der Carcar-Formation zugeordnet wird, an der Grenze von Pliozän und Pleistozän gebildet wurde und somit ein Alter von 3 bis 2 Mio. Jahre hat. Der Olango-Archipel ist durch tektonische Kräfte entstanden, die die auf dem Kalksteinmassiv aufbauenden Korallenbänke über die Meeresoberfläche herausgehoben haben. An den Küsten der Inseln des Archipels finden sich auch Schwemmsande, die durch Verwitterung und Erosion der über der Wasseroberfläche gelegenen Korallenbänke, wie auch durch verwitterte und erodierte Muschel- und Krebsschalen entstanden sind.

## Hydrologie
Auf der Insel Olango befinden sich keine Bäche oder Flüsse, es befinden sich aber süßwasserführende Grundwasserschichten auf der Insel.
Diese werden gebildet durch Höhlen und miteinander verbundene poröse Kalksteinformationen, in denen Regenwasser eindringen und gelagert werden kann. Diese Grundwasserreservoire werden in den Monaten Juni bis Dezember durch natürlichen Zufluss von Regenwasser jährlich aufgefüllt.

## Territorium & Bevölkerung
Der Olango Archipel gehört zur Provinz Cebu, ist jedoch in seiner Verwaltung unterteilt. Die Inseln Olango, Camungi, Pangan-an, Caohagan, Sulpa und Caubian gehören zur Verwaltungseinheit der Stadt Lapu-Lapu City, die Inseln Nalusuan und Gilutongan gehören zur Verwaltungseinheit der Gemeinde Cordova. Um die Inseln Nalusuan und Gilutongan wurden seit Ende der 1990er Jahre ebenfalls marine Naturschutzgebiete eingerichtet.
Auf der Insel Olango befinden sich acht Barangays mit über 32.000 Einwohnern:
- Sabang
- Santa Rosa
- San Vicente
- Talima
- Tingo
- Tungasan

## Olango Wildlife Sanctuary
Am 14. Mai 1992 wurde das Olango Wildlife Sanctuary, kurz OWS, nach den Richtlinien des National Integrated Protected Areas Systems eingerichtet. Das OWS wurde am 18. November 1994 als erstes philippinisches Schutzgebiet in die Liste der Ramsar-Konvention zum Schutz von international bedeutenden Feuchtgebieten aufgenommen.
Es erstreckt sich über eine Fläche von ca. 920 Hektar und wird begrenzt vom Barangay Sabang im Osten, vom Sitio Aguho im Norden und durch die Sitios von Basdaku und Bascoral im Westen. Das Naturschutzgebiet befindet sich im südlichen Teil der Insel Olango. Die Oberflächenstruktur des Schutzgebietes wird gebildet durch flache Sanddünen, flache Kalksteinflächen und Seegrasbetten kombiniert mit Mangrovenwäldern.
Im OWS wurden insgesamt 97 verschiedene Arten von Vögeln beobachtet, davon 42 einheimische und 48 Zugvogelarten, die das OWS als Rastplatz bei ihrem Zug von Sibirien, Japan und China nach Indonesien und Australien nutzen.
Im Barangay San Vicente gründete das Department of Environment and Natural Resources ein Informationscenter, welches über das Olango Wildlife Sanctuary informiert.

## Flora der Inseln

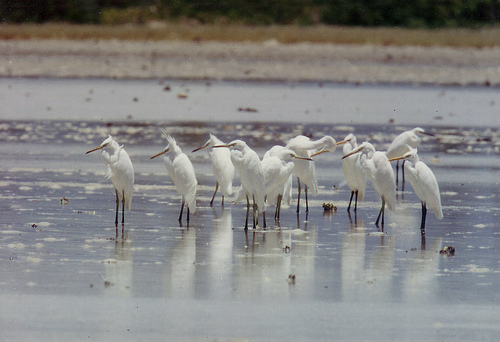
Schneereiher auf Olango

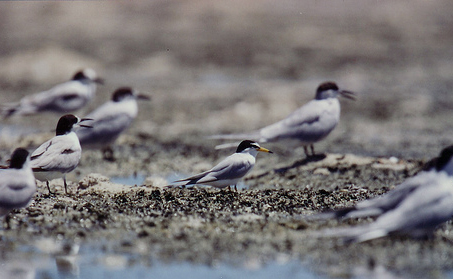
Zwergseeschwalben auf Olango

Die Flora des Archipels wird durch verschiedene Arten der Mangroven, wie dem Bakhaw, der Pagatpat (Sonneratia caseolaris) und der Gapas-Gapas (Camptostemon philippinense) dominiert. Es gibt im Norden der Insel Olango einige Anpflanzungen der Kokospalme (Cocos nucifera). Es wächst auch der Ipil-Ipil Baum, (Leucaena leucocephala), der Kamotingkahoy (Manihot esculentum), der Kanding-kanding (Lantana camara), der Tugas (Vitex parviflora), der Bayabas (Psidium guajava), der Bantigue (Pemphis acidula), der Madre de cacao (Gliricidia sepium) und einige andere Pflanzen.

## Flora und Fauna der maritimen Gebiete
Die maritimen Gebiete des Archipels umfassen insgesamt 2.243 Hektar Korallenriffe, in denen 103 Arten von riffbildenden Korallen, 4 nicht riffbildenden und 4 Weichkorallenarten gezählt wurden. In den meisten Gebieten haben die Korallenbänke eine Steigung von 40 bis 50 Grad.
Die Korallenbänke um die Insel Pangan-an haben die höchste Artenvielfalt an Korallen im Olango Archipel. Vor der Insel Gilutongan wurde 1991 das Gilutongan Marine Sanctuary auf einer Fläche von zunächst 11, später auf 15 Hektar erweitert, auf Betreiben der Gemeinde Cordova eingerichtet.
In den Flachwassergebieten der Küstenbereiche erstrecken sich auf einer Fläche von 1.756 Hektar ausgedehnte Seegrasbetten, die den Korallenbänken vorgelagert sind. Hier finden sich insgesamt 8 der 16 Arten von Seegras, die in den Philippinen vorkommen. Des Weiteren finden sich hier 28 Rotalgen-, 27 Grünalgen- und 17 Braunalgenarten.
Es gibt um die Korallen- und Seegrasbetten ein vielfältiges Leben, insgesamt wurden 33 Arten von Weichtieren, 19 Arten Stachelhäuter, 5 Schwammarten, 4 Arten von Krustentieren und 2 Arten von Nesseltieren gezählt.
An den Küsten wurden insgesamt 144 Arten von Fischen festgestellt, die aus 24 verschiedenen unterschiedlichen Familien stammen. So können Kugelfische (Tetraodontidae), Eidechsenfische (Synodontidae), Seenadeln (Syngnathidae), Kaninchenfische (Siganidae), Sägebarsche (Serranidae), Skorpionfische (Scorpaenidae), Papageifische (Scaridae), Riffbarsche (Pomacentridae), Sandbarsche (Pinguipedidae), Kaiserfische (Pomacanthidae), Scheinschnapper (Nemipteridae), Meerbarben (Mullidae), Schnapper (Lutjanidae), Großkopfschnapper (Lethrinidae), Lippfische (Labridae), Soldaten- und Husarenfische (Holocentridae), Seifenbarsche (Grammistidae), Büschelbarsche (Cirrhitidae), Falterfische (Chaetodontidae), Schleimfische (Blenniidae), Drückerfische (Balistidae), Schmuck-Kofferfische (Aracanidae), Kardinalbarsche (Apogonidae) und Doktorfische (Acanthuridae) in den marinen Gebieten des Olango Archipels beobachtet werden.